# Nina Dulleck
Nina Dulleck (* 1975 in Soest, Westfalen) ist eine deutsche Illustratorin und Autorin von Kinderbüchern sowie eine Malerin. Ihre Bücher erscheinen in über 26 Sprachen und haben sich bisher 9 Millionen Mal verkauft (Stand: März 2025).

## Leben
Nina Dulleck ist Autodidaktin. Als Kind begann sie zu zeichnen, und seit der ersten Klasse schrieb sie Geschichten. Mit 16 Jahren wurden ihre Bilder von einem Verleger wahrgenommen, der Dulleck für seinen Verlag gewann. Seitdem veröffentlicht sie regelmäßig Kalender und Kinderbücher.
„Nina Dulleck“ ist eine beim Deutschen Marken- und Patentamt eingetragene Marke, unter deren Dach die Künstlerin für den Hamburger Verlag Friedrich Oetinger seit 2017/2018 die Neuauflage der Kinderbuchreihe Das Sams (Text: Paul Maar) illustriert. Darüber hinaus illustrierte Dulleck für den Carlsen Verlag die Originalausgabe der Bestsellerreihe Die Schule der magischen Tiere (Text: Margit Auer), die seit 2019 für die gleichnamige Kinofilmreihe adaptiert wird. Für den Magellan Verlag illustriert Dulleck außerdem die Bestsellerreihe Die Haferhorde (Text: Suza Kolb).
Das von ihr geschriebene und illustrierte Bilderbuch Boje hebt ab wurde 2020 mit dem Leipziger Lesekompass der Stiftung Lesen ausgezeichnet.
Nina Dulleck ist verheiratet und lebt mit ihrem Mann und den drei Kindern in Rheinhessen.

## Der Goldene Pinsel
Nina Dulleck ist Stifterin des privat initiierten Preises „Der Goldene Pinsel“ für Kinderbuchillustration. Der Preis wurde 2020 zum ersten Mal verliehen.
- Für ihr Lebenswerk ausgezeichnet wurde 2020 die österreichische Illustratorin Felicitas Kuhn.
- 2022 wurde der Preis Helmut Spanner für sein Lebenswerk zuerkannt.
- Die schwedisch-estnische Illustratorin Ilon Wikland wurde 2024 Preisträgerin des Goldenen Pinsels.[3]
- Nominiert für den Goldenen Pinsel 2026 ist Barbara von Johnson, die „optische Mutter“ vom Pumuckl.

## Veröffentlichungen

### Illustratorin (Auswahl)
- Margit Auer: Die Schule der Magischen Tiere. Carlsen Verlag, Hamburg 2018, ISBN 978-3-551-31400-0
- Angie Sage: Maximilian Flügelschlag. Dragonfly, Hamburg 2020, ISBN 978-3-7488-0028-6
- Paul Maar: Eine Woche voller Samstage. Oetinger Verlag, Hamburg 2017, ISBN 978-3-7891-0815-0
- Paul Maar: Kakadu und Kukuda. Oetinger Verlag, Hamburg 2016, ISBN 978-3-7891-4299-4
- Suza Kolb: Die Haferhorde. Magellan Verlag, Bamberg 2018, ISBN 978-3-7348-4020-3
- Stefanie Taschinski: Die Kleine Dame. Arena Verlag, Würzburg 2017, ISBN 978-3-401-06481-9
- Ranga Yogeshwar: Die fabelhafte Entdeckung einer kleinen Weisheit von großer Bedeutung. Fischer KJB, Frankfurt a. M. 2012, ISBN 978-3-596-85478-3
- Judith Rossell: Stella Montgomery und die bedauerliche Verwandlung des Mr Filbert. Thienemann Verlag, Stuttgart 2018, ISBN 978-3-522-18489-2
- Ulrike Motschiunig: Glück gesucht. G&G Verlag, Wien 2010, ISBN 978-3-7074-1166-9
- Nina Weger: Club der Heldinnen. Oetinger Verlag, Hamburg 2018, ISBN 978-3-7891-0465-7
- Usch Luhn: Maxie und ein Hund mit Herzklopfen. Ravensburger Buchverlag, Ravensburg 2012, ISBN 978-3-473-36850-1.

### Autorin und Illustratorin (Auswahl)
- Rosalie. Ein Abenteuer zum Frühstück. Arena Verlag, ISBN 978-3-401-60587-6
- Otis & Otilie. Ein Pony zum Frühstück. Arena Verlag, ISBN 978-3-401-60649-1
- Die Schule der magischen Tiere: SELBERzeichnen. Carlsen Verlag, ISBN 978-3-551-65200-3
- Boje hebt ab. Oetinger Verlag, ISBN 978-3-7891-1064-1
- Der Mutmachkalender. Kaufmann Verlag, ISBN 978-3-7806-3224-1
- Das beste Kindergartenkind... bist du! Coppenrath Verlag, ISBN 978-3-649-62996-2
- Spinnenalarm! das große (Spinnen-)Angst-weg-Buch. Oetinger Verlag, Hamburg 2018, ISBN 978-3-7891-0790-0
- Der Pupsprinz. Fischer KJB, Frankfurt am Main 2016, ISBN 978-3-7373-5358-8
- Die Schluckaufprinzessin. Fischer KJB, Frankfurt am Main 2014, ISBN 978-3-7373-5114-0
- Miep, der Außerirdische. Trilogie, Band 1, Loewe Verlag, Bindlach 2016, ISBN 978-3-7855-8519-1
- Miep, der Außerirdische – Eine Krakete zum Geburtstag. Trilogie, Band 2, Loewe Verlag, Bindlach 2017, ISBN 978-3-7855-8520-7
- Miep, der Außerirdische – Das Wesen vom Blauen Planeten. Trilogie, Band 3, Loewe Verlag, Bindlach 2017, ISBN 978-3-7855-8528-3